# Glenn Magnusson
Glenn Inge Magnusson (Oskarshamn, 5 luglio 1969) è un ex ciclista su strada svedese.
Professionista dal 1996 al 2001, vinse tre tappe al Giro d'Italia con l'Amore & Vita nel 1996, 1997 e 1998. In seguito passò alla US Postal, poi alla Farm Frites, con cui partecipò al suo unico Tour de France. Rappresentò anche la Svezia ai Giochi olimpici a tre riprese, 1992, 1996, 2000.

## Palmarès
- 1993 (dilettanti)

Cronoprologo Giro di Svezia
- 1995 (Amore & Vita-Galatron, una vittoria)

Campionati svedesi, Prova in linea
- 1996 (Amore & Vita-Galatron, due vittorie)

2ª tappa Giro d'Italia (Eleusi > Lepanto)
2ª tappa Tour de l'Ain
- 1997 (Amore & Vita-Forzarcore, quattro vittorie)

13ª tappa Giro d'Italia (Varazze > Cuneo)
5ª tappa Tour de Normandie
Classifica generale Tour de Normandie
4ª tappa 1ª semitappa Giro di Svezia
- 1998 (Amore & Vita-Forzarcore, cinque vittorie)

4ª tappa Giro di Puglia (Porto Cesareo > Martina Franca)
Classifica generale Giro di Puglia
9ª tappa Giro d'Italia (Foggia > Vasto)
2ª tappa Internationale Niedersachsen-Rundfahrt
Tour du Lac Léman

## Piazzamenti

### Grandi Giri
- Giro d'Italia

1996: non partito (19ª tappa)
1997: 85º
1998: ritirato (17ª tappa)
- Tour de France

2000: 91º
- Vuelta a España

1999: 91º
2000: ritirato (16ª tappa)
2001: ritirato (16ª tappa)

### Classiche monumento
- Milano-Sanremo

1999: 129º
2000: 134º
- Giro delle Fiandre

1999: 73º
2000: 68º

### Competizioni mondiali
- Campionati del mondo

San Sebastián 1997 - In linea: 9º
Valkenburg 1998 - In linea: ritirato
Verona 1999 - In linea: 33º
Plouay 2000 - In linea: 72º
- Giochi olimpici

Barcellona 1992 - In linea: 77º
Atlanta 1996 - In linea: 35º
Sydney 2000 - In linea: 28º